# Federazione pallavolistica di Montserrat
La Federazione montserratiana di pallavolo (eng. Montserrat Volleyball Association, MVA) è un'organizzazione fondata per governare la pratica della pallavolo a Montserrat.
Organizza il campionato maschile e femminile, e pone sotto la propria egida la nazionale maschile e femminile.
Ha aderito alla FIVB nel 1986.